# Weißgelb-Labkraut

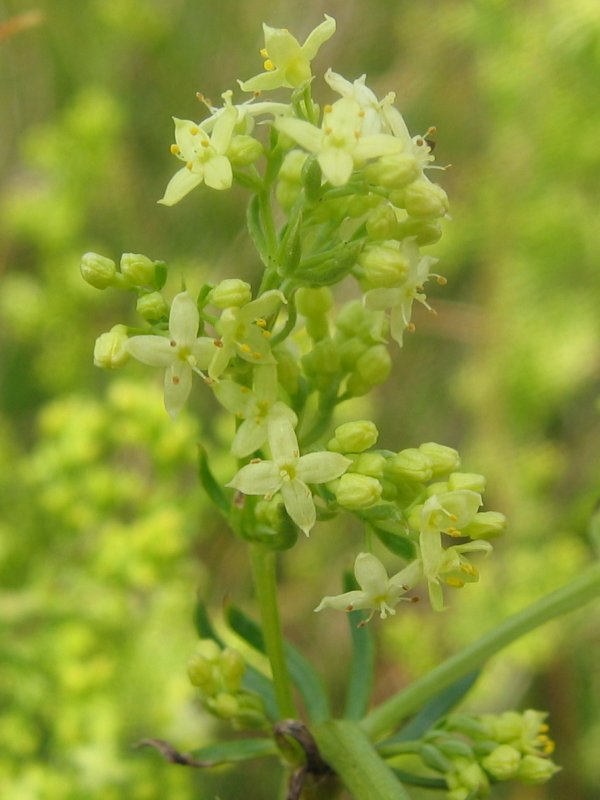
Galium × pomeranicum Detail der Blüten, Aufnahme in Zingst

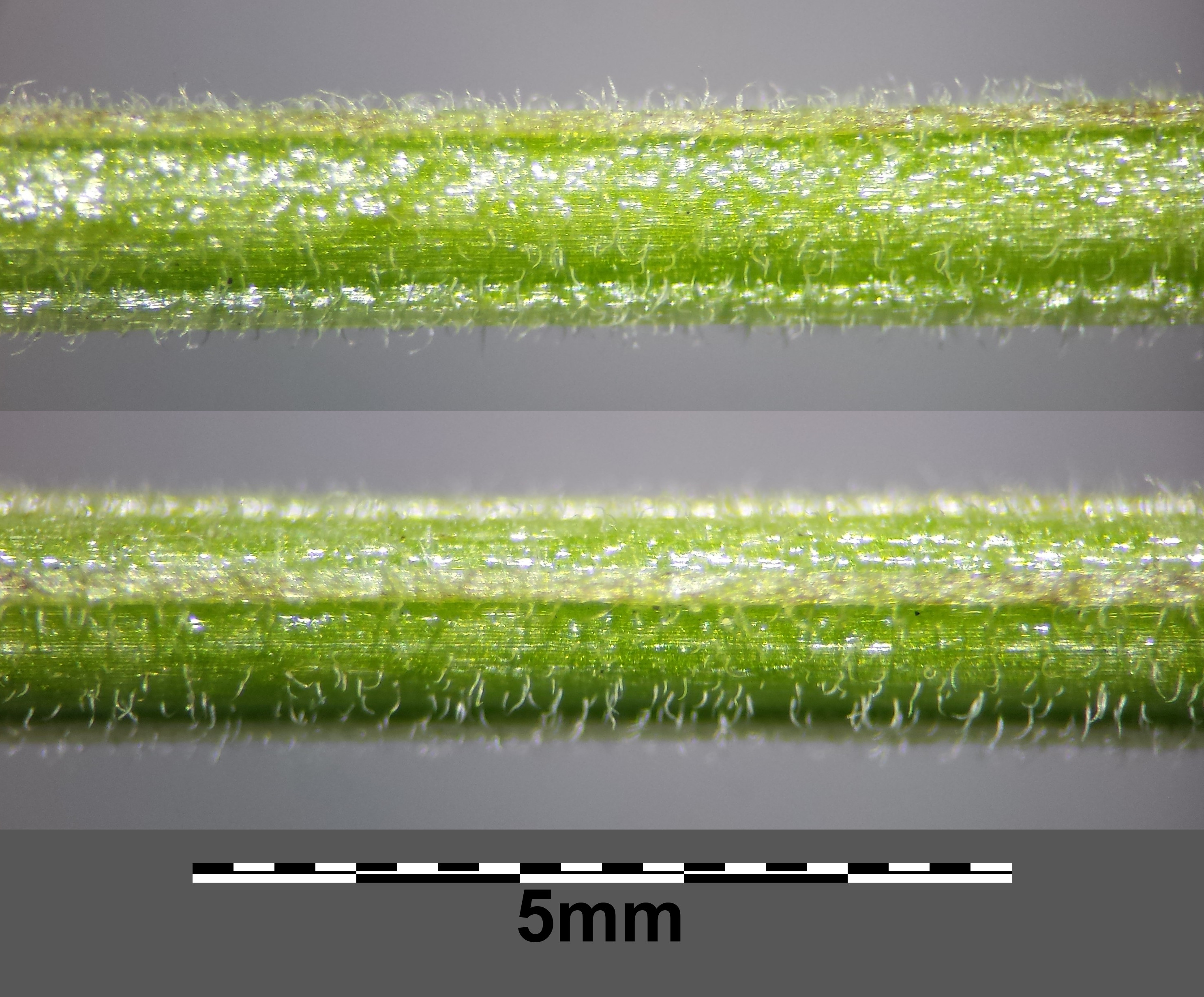
Der untere Teil des Stängels ist etwas vierkantig

Blüte

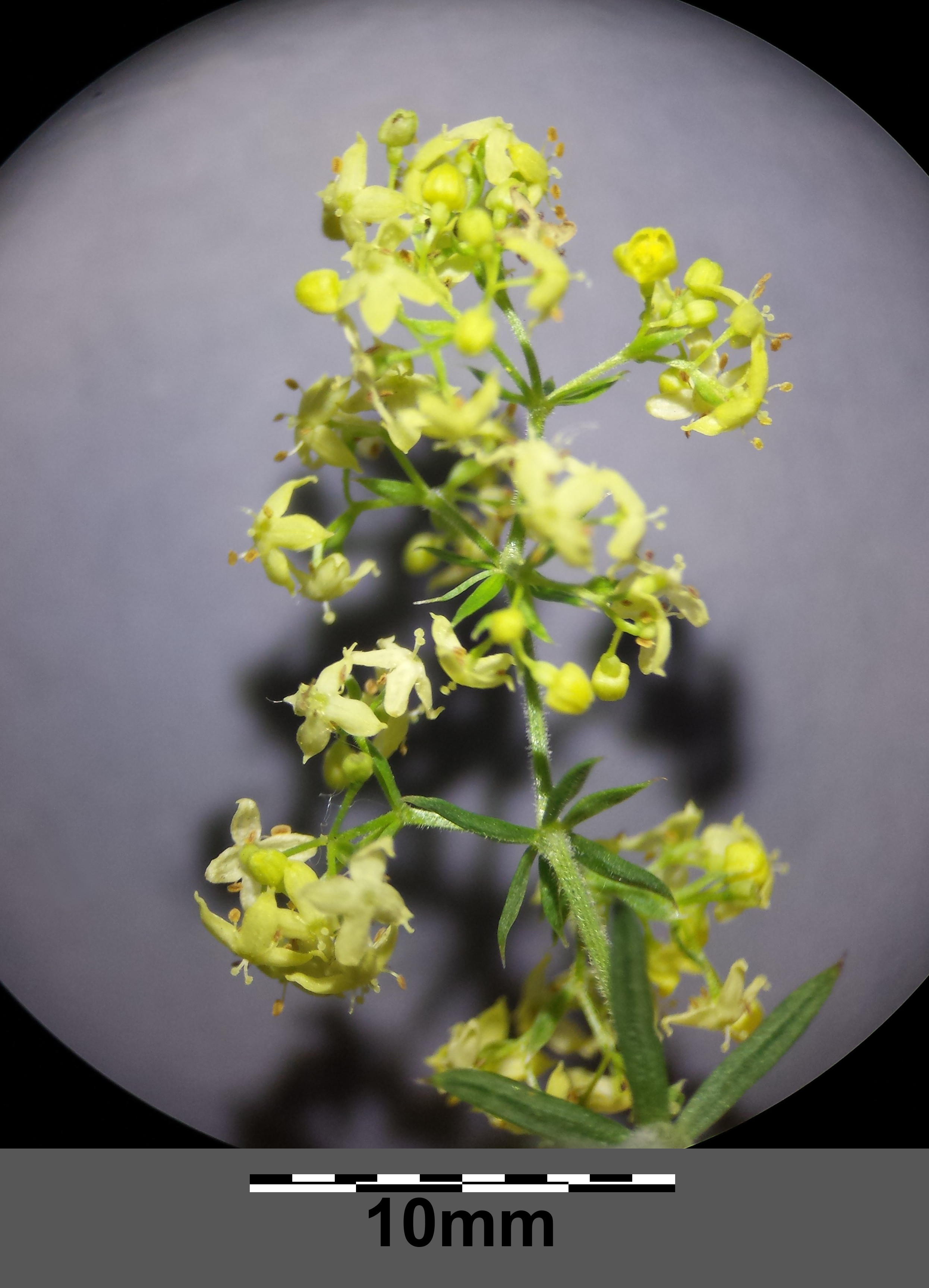
Blütenstand

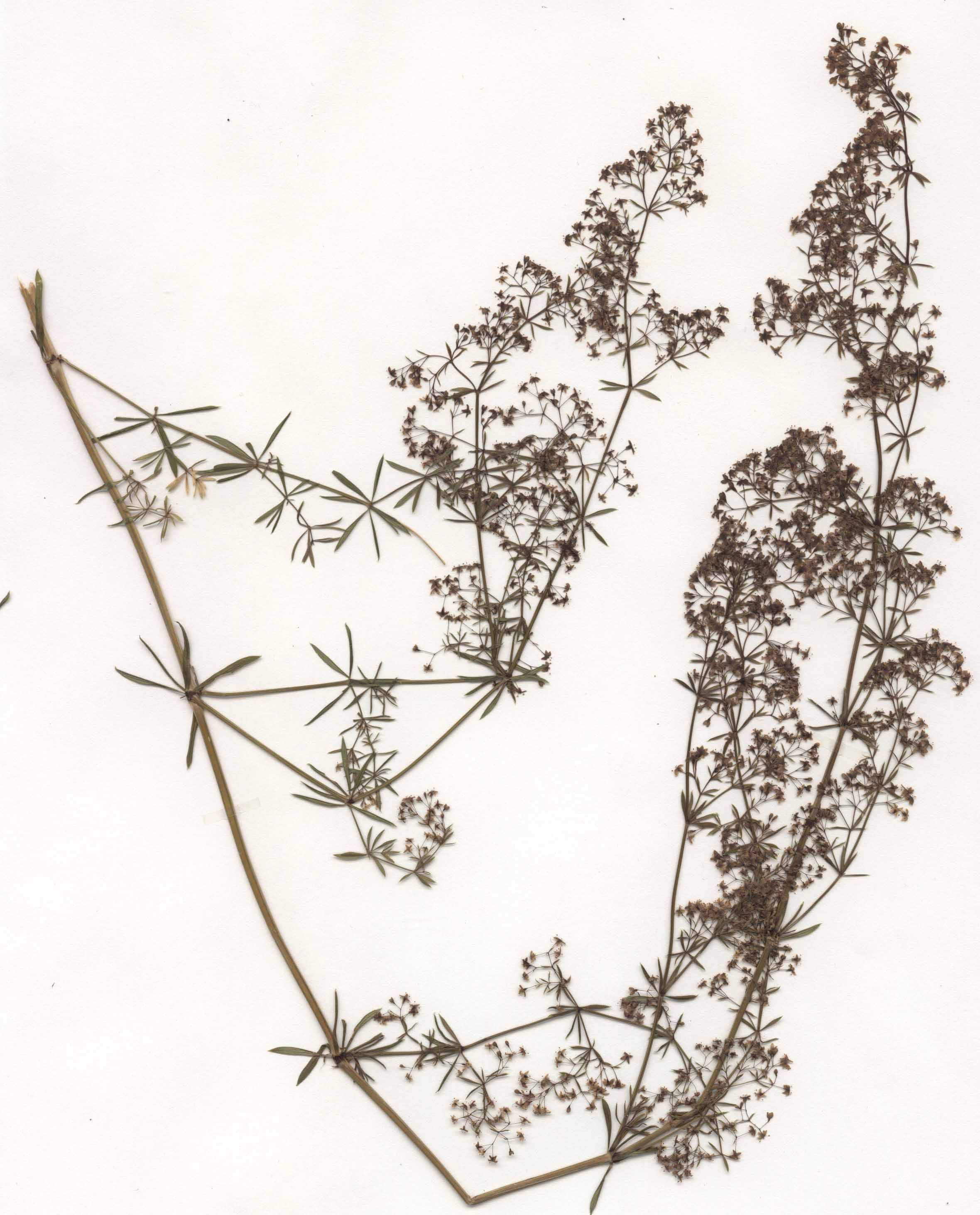
Galium × pomeranicum (Herbarbeleg) Fundort: Unterfranken, 1987

Das Weißgelb-Labkraut (Galium × pomeranicum) ist ein Angehöriger der Rötegewächse (Rubiaceae). Es blüht von Juni bis September. Es ist ein Bastard zwischen dem Weißen Labkraut (Galium album) und dem Echten Labkraut (Galium verum).

## Beschreibung
Das Weißgelb-Labkraut ist eine mehrjährige krautige Pflanze, steht in allen Eigenschaften zwischen den Elternarten und erreicht eine Wuchshöhe von etwa 50 bis 100 cm. Der Stängel ist unten mehr oder weniger vierkantig geformt.  Der Blütenstand ist locker kurzhaarig bis kahl. Die Krone ist gelb bis hellgelb oder auch bis fast weiß gefärbt. Die Kronzipfel sind schwach grannenspitzig. Die Laubblätter haben eine Breite von etwa 1,5 bis 3 mm. Galium × pomeranicum fällt relativ leicht durch seine unterschiedlich gefärbten Kronblätter auf, die in einem Bestand meist alle Farbnuancen von gelb bis weiß annehmen.

## Verbreitung

### Allgemeine Verbreitung
Die Hybride kommt allgemein zerstreut zwischen ihren Eltern vor. Je nach Anteil der Eltern kann der Gelb- bzw. Weißanteil in den Blüten schwanken. In folgenden Bundesländern wurden die Hybride auch ohne ihre Eltern in unmittelbarer Umgebung gesichtet: Nordrhein-Westfalen und Mecklenburg-Vorpommern vor allem entlang der Küste zwischen Zingst und Nord-Rügen. Wahrscheinlich ist die Hybride in Ost-Vorpommern entstanden. Die genaue Verbreitung in Europa ist noch ungenügend bekannt.

### Standortansprüche
Das Weißgelb-Labkraut wächst in collinen bis montanen Wiesen und an Straßenböschungen bzw. -rändern. Es hat ansonsten gleiche Bodenansprüche wie die Elternarten.